# 白沢みきのモーニングTOKYO
『白沢みきのモーニングTOKYO』（しらさわみきのモーニングとうきょう）は、東京MXテレビで1999年4月から2003年3月まで放送された早朝の情報番組。メインキャスターは文字通り白沢みきが担当。放送時間は06:30～08:30。（番組終了時） 通称「モーTO」

## 概要
同局では開局以来、東京の地域ニュースを中心とした半日以上に渡る「東京NEWS」という大きな番組枠を中心にした構成を取っており、朝の時間帯はこの一部として15分サイクルでヘッドラインニュース・交通情報・天気予報を放送していた。しかし、1999年に大規模な番組改編によりニュースの時間帯が朝・夕（「イブニングTOKYO」）・夜（「東京NEWS21時」）に短縮され、この番組が登場した。
番組内容は最新のニュース、気象情報、新聞各紙朝刊からの注目記事の読み上げ、交通情報、ショッピング情報、音楽、メール等による視聴者投稿などであった。これを白沢みき（同局のビデオジャーナリスト（VJ、映像記者）であった）が、ラジオのディスクジョッキー・スタイルを踏襲し、一人で読み上げていた。
スタジオ改修に伴い通常のスタジオセットが使用できず、ラジオスタジオのような小型のブースから放送していた時期もある。
白沢自らが企画したことも評価され、ギャラクシー賞月間賞も受賞した。なお、打ち切り理由は、白沢がMXTVを退社したためである。
JAL機内番組「JALスカイチャンネル」のスタジオにモーニングTOKYOのスタジオが使われていた。

## タイムテーブル（2003年3月時点）
- 6:30 オープニング・全国の天気予報
- 6:32 全国ニュース
- 6:38 東京都内のニュース
- 6:43 首都圏の天気予報
  - 近畿の天気予報(KBS)
- 6:46 リクエストNo.1ソング
- 6:53 プレゼントコーナー
- 7:00 首都圏の天気予報・交通情報
  - 近畿の天気予報とCM(KBS)
- 7:05 全国ニュース・マーケット情報
- 7:10 TOKYOインフォメーション（東京都広報番組）
  - μ-Point(KBS、詳細は後述)
- 7:15 白沢みき 新聞をよむ（東京新聞の全国ニュースと東京中日スポーツのスポーツ記事を中心に紹介）
- 7:20 東京・京都の天気予報
- 7:25 曜日別コーナー
- 7:30 首都圏の天気予報・交通情報
  - 近畿の天気予報とCM(KBS)
- 7:36 羽田フライトインフォメーション
- 7:45 モーニングテレトーク（在外日本人と電話でトーク）
- 7:49 世界の天気予報
- 7:55 プレゼントコーナー（6時台と同じ内容）
- 8:00 首都圏の天気予報・交通情報（TVK、TVS、CTCが飛び乗り）
  - 近畿の天気予報とCM(KBS)
- 8:05 全国ニュース・マーケット情報
- 8:10 白沢みき 新聞をよむ（東京新聞の地域版と東京中日スポーツの芸能記事を中心に紹介）
- 8:20 TOKYO DATA CLICK（本や映画などのランキングやデパート情報など）
- 8:25 エンディング（プレゼントコーナーのおさらいや視聴者からのメール紹介など）

## ネット
この番組の開始当初、MXはディレクTVでもチャンネルを持っていたが、この番組は7時からの放送であった。このため、7時にもう一度オープニングを流していた。また2001年10月の放送からKBS京都テレビにも同時ネットを開始。京都をはじめ、大阪・滋賀・奈良・福井の一部などKBS京都が受信できるエリアからも番組、MXテレビに対して反響があった。2003年1月から最終回までの3ヶ月間は、首都圏ネット4に参加するテレビ埼玉、千葉テレビ放送、TVKテレビに後半の30分間を同時ネット（この当時の首都圏ネット4は試験的に開始されたもので、本格開始は同年4月、但しこの番組に限っては他の各局とも、全曜日放送された）。
KBSでのネットに関して
- KBSでのネットが開始される前の2001年9月頃、KBS向けに製作された番組CMが放送された。「東京で見たって京都で見たって、やっぱり朝はモーニングTOKYO」と白沢がネット開始をアピールするものだった。
- ネット開始当初は編成の都合上、8:00で飛び降りていた。MX同様8:30までの放送となったのはネット開始2ヶ月後の12月からである。
- 前述の通り、「TOKYOインフォメーション」の時間帯は「μ-Point」（ミュージックビデオを流す番組）に差し替えていた。事情を知らない視聴者がμ-PointへのリクエストをMX宛てに送ったことがあったらしく、白沢が番組内で「ミュージックビデオに関してはKBSさんの方にお願いします」と苦笑していた。
- 不定期で都議会ハイライトが放送されることがあったが、その時間はMXからの裏送りで「東京プロジェクト」（東京のさまざまな街を紹介する番組）を放送していた。
- 番組タイトルに「TOKYO」とついているが、デパート情報では髙島屋京都店や阪急うめだ本店といった近畿地方の情報を取り上げたり、天気予報では京都府の予報も伝えたり、元日の放送ではKBSの天気カメラを使用して京都の初日の出を中継するなど、KBSへのネット開始後は近畿地方の視聴者をある程度意識した番組づくりがなされていた。

## キャスター遍歴
2002年4月から、白沢の担当は月～木曜となり、金曜日はTOKYO FMのアナウンサーである上田万由子、高柳恭子の2人で「モーニングTOKYO フライデー」として放送した。白沢はMXTV退社に伴い2003年3月に終了した。その後、白沢は渡米してフリージャナリストとして活動、2005年秋に帰国した。
また、白沢の不在時には前田晴美や川口佐枝子（いずれも当時MXアナウンサー）がピンチヒッターを務めた。その場合は「白沢みきの」表記が消され、「モーニングTOKYO」表記のみであった。

## 使用楽曲
- オープニングテーマ：オリジナル（double；なおdoubleは以前より同局の30分番組『scene』に出演しており、オリジナルのオープニングテーマを製作することになったのもこの縁によるものと思われる。なお、番組開始直後の1999年5月にメンバーのSACHIKOが急逝しており、番組内でも特に取り上げ、冥福を祈った。）
- 新聞紙面を紹介するコーナー：「Voice From Others」（CASIOPEA、アルバム「DRAMATIC」に収録）
- クロージングテーマ："I WANT YOUR GIRLFRIEND TO BE MY GIRLFRIEND TOO" REEL BIG FISH

## 関連サイト
- 白沢みきドットコム

| TOKYO MX 平日朝ワイド | TOKYO MX 平日朝ワイド     | TOKYO MX 平日朝ワイド |
| 前番組                | 番組名                    | 次番組                |
| --------------------- | ------------------------- | --------------------- |
| 東京NEWS              | 白沢みきのモーニングTOKYO | TOKYOモーニングサプリ |